# Banketje
Banketje (niderl. przekąska) – martwa natura śniadaniowa; typ martwej natury rozwinięty w Holandii w XVII w., przedstawiający zwykle stół nakryty do śniadania, z różnymi potrawami i naczyniami.